# 亚瑟·霍尔姆斯
亚瑟·霍尔姆斯（Arthur Holmes，1890年1月14日—1965年9月20日）是一位英国地质学家，他在地质学上做出了两项重大贡献。他是矿物放射性测年法的早期研究者，也是第一个掌握地幔对流机制和热循环原理的地球科学家，他的贡献最终帮助板块构造理论获得了广泛的认可。 

## 人生经历
他出生在英格兰纽卡斯尔附近的赫本（Hebburn)，父亲大卫·霍尔姆斯是一个橱柜制造商，母亲是艾米莉·狄金森。 
小时候，他住在盖茨黑德的洛费尔。  17 岁时，他进入皇家科学学院（现为伦敦帝国理工学院）学习，起初的专业是物理学，但在入学的第二年他转而学习地质学。在毕业典礼上，他被一家莫桑比克的矿产勘探公司录用。到非洲六个月后，他患上了疟疾，与英国失去联系。他的死亡通知被送回了他的家。然而，他随后从疟疾中康复，并坐船回到了家里。后来，他成为了帝国理工学院的一名讲师。 
他于1917年获得理学博士学位，并于1920年加入缅甸一家石油公司担任首席地质师。可是在1924年，这家公司倒闭了，他身无分文地再次返回英国。他三岁的儿子在缅甸感染了痢疾去世。
1924年到1943年，回到英国后，他开始担任杜伦大学地质系主任，并一直持续到1943年。 此后，他又在爱丁堡大学担任地质学系主任，一直到1956年。
他于1965年9月20日在伦敦去世，享年75岁。 

## 个人生活
1914年，他与第一任妻子玛格丽特·豪（Margaret Howe）结婚。1938年玛格丽特去世。第二年，他又和同在杜伦大学地质系任教的多丽丝·雷诺兹 ( Doris Reynolds ) 结婚。 

## 地球的年龄
霍尔姆斯是地质年代学的早期研究者，他在伦敦读本科时进行了第一次准确的铀铅辐射测年，并发现被他测年的那块来自挪威的泥盆纪岩石的年龄为3.7亿年。这一结果于1911年被公开发表 。
霍尔姆斯于1913年出版了他的著名著作《地球的年龄》，在书里，他强烈推荐用放射性测年的方法来计算地球年龄，并把结果与基于地质沉积或地球冷却的方法测算的年龄结果相比（当时，许多人仍然相信开尔文勋爵计算出的结果，即地球年龄小于1亿年）。霍尔姆斯估计最古老的太古代岩石有16亿岁，但他并没有没有推测出地球的诞生时间。 在接下来的几十年里，他对放射性同位素测年理论的推广为他赢得了现代地质年代学之父的称号。 到1927年，他将地球诞生时间修正为30亿年前  ，并在1940年代修正为45亿年前。 这个方法现在被称为Holmes-Houterman 模型，由Fritz Houtermans于 1946 年出版。 
1924年，他被杜伦大学 任命为地质学讲师。十八年后，当他于1942年成为皇家学会会员，此时他的科研成果得到了认可。次年，在托马斯·詹姆斯·杰胡教授去世后，他被任命为爱丁堡大学地质学系主任，直到1956年退休。1944年，他出版了第一版《普通地质学原理》 ，成为英国和其他国家的标准教科书。 

## 大陆漂移

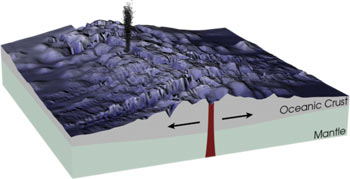
大洋中脊的扩张区

霍尔姆斯支持阿尔弗雷德·韦格纳提出的大陆漂移理论，当时该理论不被保守派所认可。该理论当年存在的一个问题在于板块的运动机制。霍尔姆斯提出地球的地幔包含对流循环，这些对流可以消散放射性热量并移动岩石圈。他的《普通地质学原理》以大陆漂移一章结束。该模型的一部分是海底扩张概念的源头。  